# James Bidgood
James Alan Bidgood, né le 28 mars 1933 à Stoughton, Wisconsin, et mort le 31 janvier 2022 à Manhattan, est un photographe, costumier, décorateur et cinéaste américain.

## Biographie
James Alan Bidgood est né le 28 mars 1933 à Stoughton dans le Wisconsin et grandit à Madison.
Actif dans les années cinquante, ses photographies montrent de jeunes hommes dénudés dans des scènes de fantastique (mythologie, rêve), souvent dans une atmosphère homoérotique.
Son œuvre a inspiré des photographes tels que Pierre et Gilles dont le style est très proche ou encore David LaChapelle.
Il a écrit, réalisé et produit le film Pink Narcissus, un film tourné en Super 8 entre 1963 et 1970 dans un petit appartement du quartier de Hell’s Kitchen à New York, et qui est d'abord sorti anonymement. Le film avait même été attribué dans un premier temps à Kenneth Anger.
En 2020, il joue dans le film documentaire P.S. Burn This Letter Please.
James Bidgood vit à New York dans la misère totale, et meurt à Manhattan le 31 janvier 2022 à l’âge de 88 ans,,.

## Expositions
Liste non exhaustive
- « James Bidgood », du 6 janvier au 4 mars 2017, Galerie Mathias Coullaud[4]

## Publications
Liste non exhaustive
- Bruce Benderson, Bidgood, James Bidgood, Paris, Taschen, 1999, 175 p. (ISBN 9783822874271)
- Pink Narcissus, DVD, éditions Bqhl, 70 Min, Vostfr